# Salceson (skała)

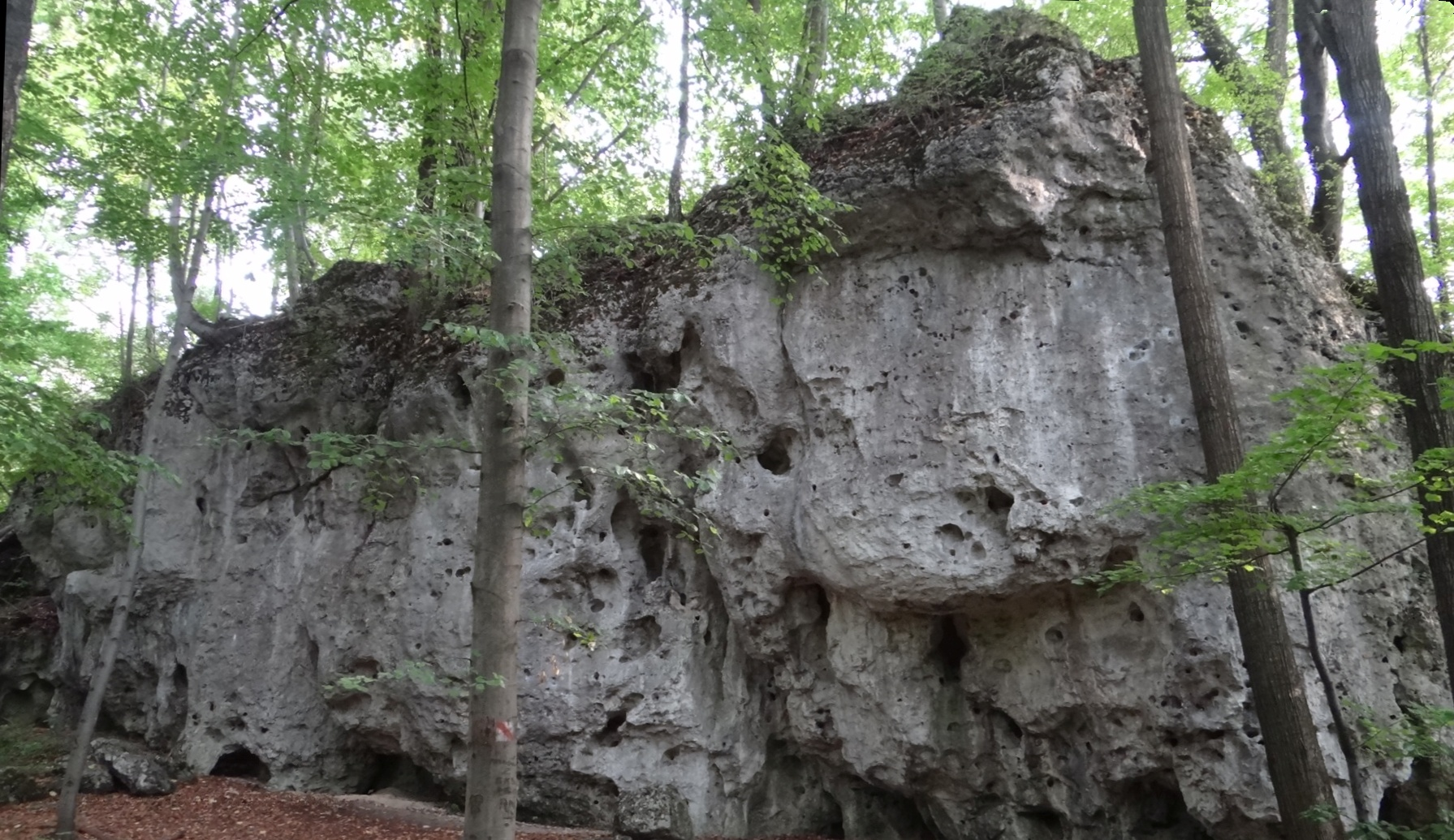

Salceson – skała w Parku Jurajskim w województwie śląskim, w powiecie zawierciańskim, w gminie Pilica. Pod względem geograficznym znajduje się na Wyżynie Ryczowskiej, będącej częścią Wyżyny Częstochowskiej w obrębie Wyżyny Krakowsko-Częstochowskiej. 
Salceson znajduje się w lesie po lewej stronie drogi ze Smolenia do Złożeńca. Jest to zbudowana ze skalistego wapienia skała o wysokości 12 m, z licznymi skalnymi dziuplami, zwłaszcza u podstawy. Jej północna, pionowa lub miejscami przewieszona ściana jest obiektem wspinaczki skalnej. Do grudnia 2019 roku wspinacze poprowadzili na niej 12 dróg wspinaczkowych o trudności od V do VI.2 w skali polskiej. Większość ma zamontowane stałe punkty asekuracyjne: ringi (r), pętle (p) i stanowiska zjazdowe (st).

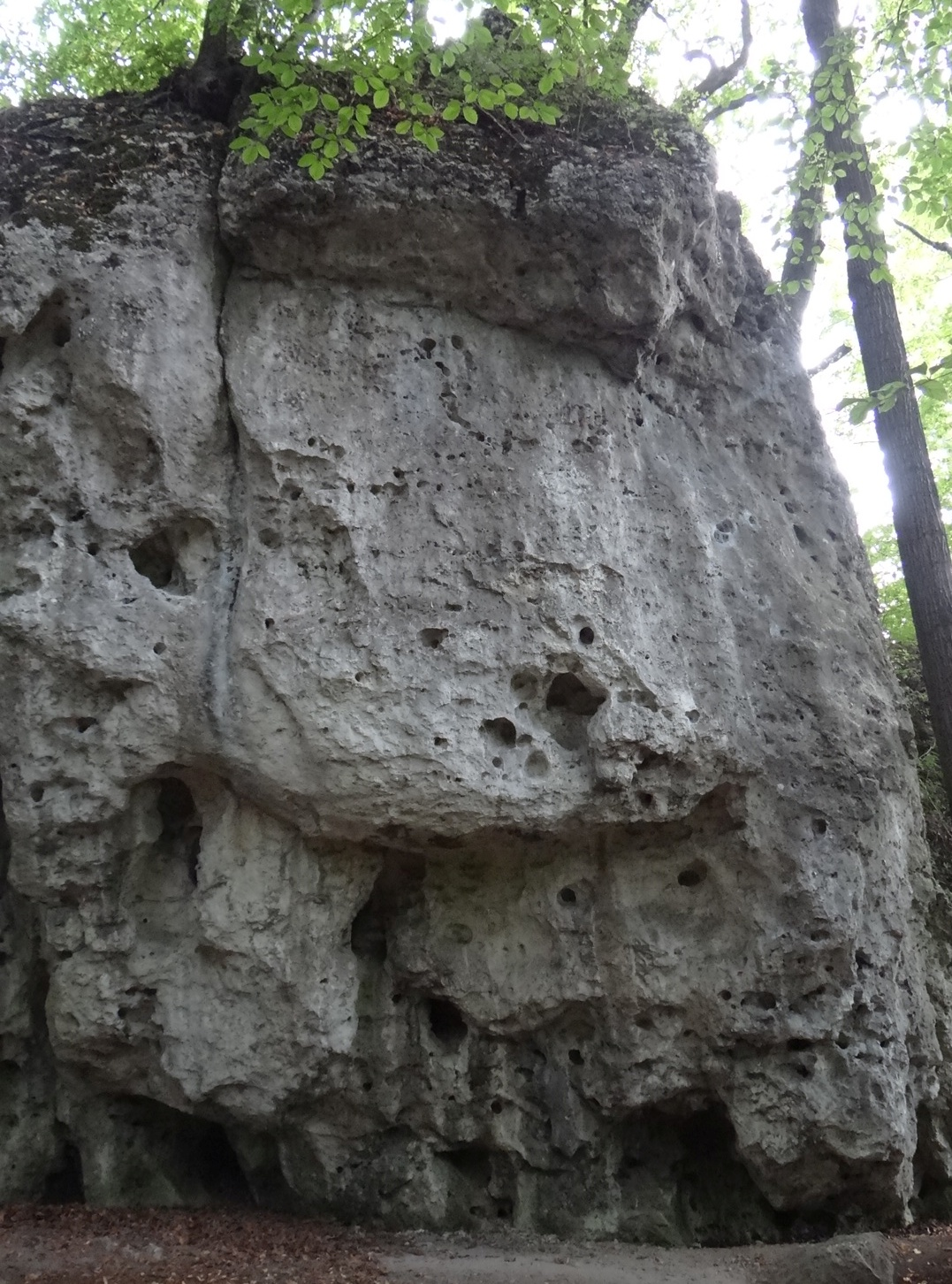

## Drogi wspinaczkowe
1. Fastryga V+, 11 m
2. Spruta rysa VI.1, 11 m
3. Podróbka VI, 1p, 11 m
4. Garmażerka VI, 1p, 11 m
5. Salcefix VI+, 2r + st, 10 m
6. Flaczki VI+, 3r + st, 10 m
7. Eutanazja V, 2p, 12 m
8. Wesołe jest życie staruszka VI.1+, 3r + st, 11 m
9. Hospicjum VI.1, 1p, 12 m
10. Bulder na kółkach VI.2, 3r + st, 11 m
11. Baśń o salcesonie VI, 3r + st, 12 m
12. Kotlet z lisa VI+, 4r + st, 11 m[1].

W skale Salceson znajdują się dwa schroniska: Schronisko w Górze Smoleń Drugie i Schronisko w Górze Smoleń Szóste.